# Dominio magnético
Los dominios magnéticos son regiones dentro de un material en las cuales los momentos magnéticos (los pequeños imanes permanentes que componen los imanes macroscópicos) están alineados. Un dominio magnético puede aparecer en un material en el que se dé un ordenamiento magnético de largo alcance (ferromagnético o ferrimagnético, entre otros). Fueron descubiertos por Pierre Weiss, quien se dio cuenta, en 1907, que los materiales ferromagnéticos están formados por estos dominios. 
Si los dominios magnéticos en un dado material están orientados al mismo polo, dicho material no exhibirá propiedades magnéticas; porque polos iguales se repelen, mientras que polos opuestos se atraen. Esto permite explicar por qué el hierro no es espontáneamente ferromagnético. Esto fue probado por Barkhausen en 1919, quien por medio de amplificadores electrónicos oyó los "clics" cuando un campo externo obliga a los dominios de Weiss a alinearse. Este es un comportamiento irreversible que explica el fenómeno de histéresis.
Los dominios están separados por las llamadas paredes de dominio, en las cuales se produce la transición en la orientación de los dipolos. Por encima de cierta temperatura crítica (Temperatura de Curie), los dominios magnéticos se desordenan y desaparecen por efecto de la entropía, dando lugar a un sistema paramagnético.
En ciertas condiciones (campos elevados, monocristales, muestras de pequeño tamaño), un material puede estar compuesto por un único dominio magnético denominado monodominio.

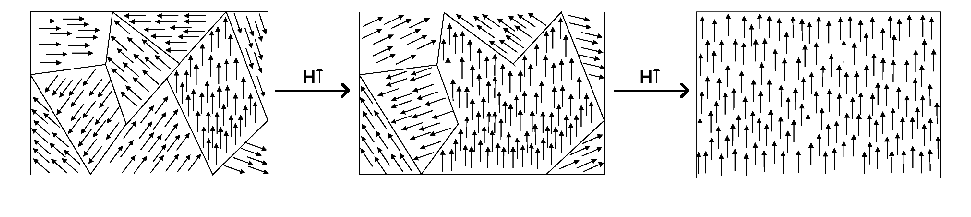
Esquema de dominios magnéticos de un ferromagneto alineándose con un campo creciente

## ¿Por qué se forman los dominios?

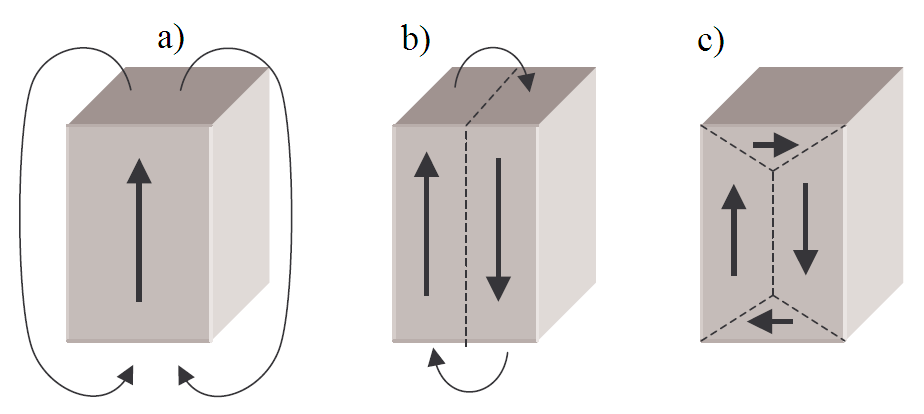
Como el dividir un material ferromagnético en dominios reduce la energía magnetoestática.

Los materiales ferromagnéticos, como el hierro crean o forman sus dominios, depende de la temperatura de descenso o como se enfrié el material y su presión atmosférica, así se dividen en dominios separados preferencialmente que estar uniformemente magnetizados, para así reducir su energía interna.
Las contribuciones energéticas en el sistema pueden ser descritas por un campo magnético efectivo, que actúa sobre el estado de magnetización. Entonces definiendo 
{\displaystyle {\textbf {H}}_{\text{eff}}=-{\frac {1}{\mu _{0}}}{\frac {\partial E}{\partial {\vec {m}}}}}
Entre las contribuciones energéticas principales, tenemos:
{\displaystyle {E}={E_{\text{ex}}}+{E_{\text{D}}}+{E_{\lambda }}+{E_{\text{k}}}+{E_{\text{H}}}}.
donde los términos son la energía de intercambio, energía magnetoestática, energía magnetoelástica, energía magnetocristalina y la energía de interacción Zeeman respectivamente. 

Dominios magnéticos extendiéndose en función de un campo magnético aplicado en dirección -z (flecha perpendicular al plano de la muestra, apuntando hacia abajo). Las zonas blancas son dominios en dirección arriba, las áreas negras son dominios en dirección abajo.

La dinámica de la magnetización de los dominios obedece la ecuación de Landau-Lifshitz-Gilbert.